# 우부야마촌
우부야마촌(일본어: 産山村)은 일본 구마모토현 북동부에 있는 아소군의 촌이다.

## 지리
구마모토현 내륙부, 구주 연산 지역의 고원상에 위치한다. 촌역은 아소쿠주 국립공원에 포함되어 있다.

## 인접한 자치체
- 구마모토현
  - 아소시
  - 아소군 미나미오구니정

- 오이타현
  - 다케타시

## 역사
- 1889년 4월 1일 - 우부야마촌이 성립하였다.